# Sara Ventura
 (décembre 2024).
Si vous disposez d'ouvrages ou d'articles de référence ou si vous connaissez des sites web de qualité traitant du thème abordé ici, merci de compléter l'article en donnant les références utiles à sa vérifiabilité et en les liant à la section « Notes et références ».
Sara Ventura (née à Bologne, 12 mars 1975) est une présentatrice télévisée et journaliste italienne. 

## Biographie
Deuxième fille d'Anna Pagnoni et Rino Ventura, elle fait ses premiers pas dans le monde du spectacle en tant que vidéo-journaliste pour Sei Milano. Son deuxième travail a été dans Il processo del lunedì de Aldo Biscardi en 1997. En 1999, elle présente Videoone avec Rosalinda Celentano et DJ Roberto Onofri sur la syndication Supersix. Les années suivantes, elle travaille à la télévision en tant que correspondante pour Fuego! sur Italia 1 et pour La vita in diretta en 2001 sur Rai 1. Sara Ventura a géré le Satin, le restaurant de sa sœur Simona, avant de commencer sa première expérience en radio ; en 2002, elle est à l'antenne sur Rin avec Teo Mammucari et Giancarlo Ricci. L'année suivante, elle rejoint RTL Television (anciennement Hit Channel) avec une émission de chronique people : Le Shampiste.